# Керслейк, Ли
Ли Керслейк (англ. Lee Kerslake; 16 апреля 1947, Борнмут, Дорсет, Англия — 19 сентября 2020, Лондон) — британский рок-музыкант, известный в первую очередь как многолетний барабанщик Uriah Heep. В студиях и на сцене Керслейк выполнял также функции бэк-вокалиста. На обложке альбома Firefly Керслейк фигурирует как The Bear («Медведь»): такой была реакция участников группы на бороду, которую он тогда отрастил.

## Биография
Ли Керслейк начал играть на ударных в 11 лет, когда учился в средней школе. С 17 лет началась его профессиональная деятельность: «Один парень позвонил мне после того, как услышал меня в одном полупрофессиональном ансамбле. Это было году в 66-м». В интервью он говорил, что главным его кумиром всегда был Джон Бонэм, но первым образцом для подражания — Бадди Рич. Керслейк всегда понемногу пел, но на вопрос о том, были ли у него амбиции стать вокалистом, отвечал: «Только в пабе».
Ли Керслейк с большой теплотой вспоминал свои первые группы: Toe Fat, которая предоставила ему возможность сыграть с очень разными музыкантами музыку разных стилей, и National Head Band — ливерпульский ансамбль, исполнявший своего рода средневековый фолк с рок-элементами («Своего рода хард-роковый вариант Lindisfarne»). Первое предложение войти в Uriah Heep он отклонил, но второе — в ноябре 1971 года — принял, причём, по его словам, решающим фактором тут явилась не личность Кена Хенсли (который официально сделал это предложение), а общение с Миком Боксом.

Мы с Миком пришли в Jubilee Studios. Это было 23 ноября 1971 года. Я настроил установку, он — свою гитару и мы начали джэмовать. Где-то часа три с половиной, мы отбросили инструменты и посмотрели друг другу в глаза: «Как насчёт пива?..» Мик говорил, что группе недоставало хорошего ударника, а кроме того и пятого голоса для вокально-гармонических структур. Я и оказался этим недостающим звеном.

Первый же альбом, в записи которого Керслейк принял участие, Demons and Wizards, стал хитом; за ним последовал не менее успешный The Magician’s Birthday. Две эти пластинки ознаменовали наступление звёздного часа в истории группы. Будучи участником Uriah Heep, Керслейк принимал участие в записи сольных альбомов Дэвида Байрона и Кена Хенсли. О Байроне у него сохранилось двойственное впечатление: «Насколько могущественен он был на сцене, насколько же беспомощен вне её. Была в нём какая-то уязвимость. А мы ведь работали по 11 месяцев в году! Всех нас в конечном итоге это достало, но его — первого».
Керслейк покинул состав Uriah Heep в октябре 1979 года. По его словам, причиной ухода стали споры с менеджментом принципиального характера: «Перед началом работы над очередным альбомом я вдруг понял, что сыт по горло тем, как менеджер Джерри Брон и Кен Хенсли действуют заодно — кого-то выпихивая из состава, кого-то притягивая, пытаются заправлять всей кухней».
В 1980 году Керслейк стал участником группы Оззи Осборна и записал с ней два альбома, Blizzard of Ozz и Diary of a Madman. На обложке Diary of a Madman, однако, нет упоминания об участии Керслейка и Дэйзли; тут помещены фотографии заменивших их Томми Олдриджа и Руди Сарзо, которые в работе над альбомом не принимали участия.
В 1998 году Керслейк и Дэйзли через суд потребовали от Оззи и Шарон Осборнов выплаты гонораров, но в 2003 году их иск был отклонён. Осборн впоследствии заменил на двух этих альбомах партии ритм-секции, воспользовавшись услугами Роберта Трухильо и Майка Бордина.
В 1982 году Керслейк вновь вошёл в состав Uriah Heep, в котором оставался до начала 2007 года, когда на сайте группы было объявлено, что он покинул состав в связи с ухудшением состояния здоровья.
В 2015 году Керслейк (как и Кен Хенсли) принял участие в концерте Uriah Heep в Москве.

## Проблемы со здоровьем
В декабре 2018 года Керслейк сообщил, что борется с раком простаты, сказав, что «врач дал мне около восьми месяцев жизни». Он также заявил, что пятью годами ранее ему давали четыре года жизни. Дальнейшие осложнения для здоровья Керслейка включали псориаз, псориатический артрит и два сердечных шума.
Керслейк сказал, что его последнее желание — это получить сертификаты платиновых альбомов Оззи Осборна Blizzard of Ozz и Diary of a Madman, над которыми он работал, и Осборн удовлетворил это желание.
14 декабря 2018 года Керслейк присоединился к Uriah Heep на сцене в Shepherds Bush Empire, сыграв на перкуссии и спев в «Lady in Black».

## Смерть
Ли Керслейк умер в возрасте 73 лет 19 сентября 2020 года после продолжительной борьбы с раком.

## Дискография

### The Gods
- Genesis (1968)
- To Samuel A Son (1970)
- The Gods Featuring Ken Hensley (1976)

### Head Machine
- Orgasm (1970)

### National Head Band
- Albert One

### Toe Fat
- Toe Fat (1970)

### Uriah Heep
- Demons & Wizards (1972)
- The Magician's Birthday (1972)
- Uriah Heep Live (1973)
- Sweet Freedom (1973)
- Wonderworld (1974)
- Return to Fantasy (1975)
- High and Mighty (1976)
- Firefly (1977)
- Innocent Victim (1977)
- Fallen Angel (1978)
- Abominog (1982)
- Head First (1983)
- Equator (1985)
- Live at Shepperton '74 (1986)
- Live in Europe 1979 (1986)
- Live in Moscow (1988)
- Raging Silence (1989)
- Different World (1991)
- Sea of Light (1995)
- Spellbinder Live (1996)
- King Biscuit Flower Hour Presents In Concert (1997)
- Sonic Origami (1998)
- Future Echoes Of The Past (2000)
- Acoustically Driven (2001)
- Electrically Driven (2001)
- The Magician's Birthday Party (2002)
- Live in the USA (2003)
- Magic Night (2004)
- Between Two Worlds (2005)

### Ken Hensley
- Proud Words On A Dusty Shelf (1973)

### David Byron
- Take No Prisoners (1975)
- Man Of Yesterdays: The Anthology

### Ozzy Osbourne
- Blizzard of Ozz (1980)
- Diary of a Madman (1981)

### Living Loud
- Living Loud (2003)
- Live In Sydney (2006)